# Belcastro
Belcastro är en ort och kommun i provinsen Catanzaro i regionen Kalabrien i Italien. Kommunen hade 1 302 invånare (2018).